# Joxe Ripiau
Joxe Ripiau va ser un grup de música del País Basc. El grup va ser fundat per Iñigo Muguruza, qui llavors era guitarrista de Negu Gorriak. La seva música és una fusió de reggae, ska i ritmes llatins (salsa, merengue) i lletres líriques o reivindicatives en basc. El nom del grup prové d'una variant del merengue dominicà anomenat perico ripiao.
El grup estava format en els seus inicis per Iñigo Muguruza (baix i guitarra), Jabier Muguruza (acordió) i Sergio Ordóñez (güiro i percussions), encara que en 1998 es va incorporar Asier Ituarte (trombó), passant així a formar un quartet.
El grup també tocava a vegades com a Txaranga Farrantxi, una versió en format de cercavila. En aquests casos, Iñigo Muguruza deixava el baix i tocava percussions.

## Història
Joxe Ripiau es va formar en 1996, després d'un viatge d'Iñigo Muguruza a Puerto Rico. Després del viatge, inspirat pels grups de perico ripiao va decidir formar un combo de música del Carib. Amb aquest objectiu es va unir al seu germà Jabier i a Sergio Ordóñez. Al principi, el grup no era més que un divertiment momentani, doncs llavors Iñigo tocava a Negu Gorriak.
El primer àlbum del grup va ser Positive Bomb, gravat i llançat molt ràpidament als estudis Katarain. Era una barreja d'estils: raggamuffin i cumbia colombiana, amb gran presència de ska i reggae (van aparèixer dues versions de clàssics del ska: «Cherry Oh Baby» d'Eric Donaldson i «Pressure drop» de The Maytals). En el disc van col·laborar, entre d'altres, Fermin Muguruza i Andoni Basterretxea (antic cantant de Delirium Tremens, grup en el qual també va tocar Iñigo). La publicació de l'àlbum va originar rumors sobre la separació de Negu Gorriak, que llavors seguien en actiu. Encara que els membres del grup ho van desmentir en una entrevista, la veritat és que a finals d'octubre, Fermin va anunciar la dissolució de Negu Gorriak. Llavors, Iñigo es va concentrar en el projecte Ripiau.
En 1997 va aparèixer el segon treball de la banda, que va significar la seva consolidació. Com en l'anterior, van gravar en els estudis Katarain, però aquesta vegada amb Kaki Arkarazo als controls. Karpe Diem es va endinsar en els ritmes llatins i va deixar més de costat els ritmes jamaicans. Aquest mateix any van gravar una versió en asturià del tema «Margarita» (del seu primer àlbum) per al recopilatori L'asturianu muévese, on participaven unes altres 19 bandes de tot Espanya.
Aquests dos primers anys van recórrer, sobretot, el País Basc, Navarra i Catalunya, on van tenir més èxit que en el propi País Basc. El nou so d'Iñigo Muguruza havia sorprès a molts dels seus fans bascos, els qui en principi van reaccionar sense massa entusiasme, encara que els seus encesos directes van acabar per guanyar-se l'acceptació del públic basc.
En 1998 es va editar el seu tercer disc Paradisu Zinema, disc amb un plantejament original, on cada cançó feia referència a una pel·lícula. En el disc trobem cançons com «Kaiser Sose», en referència al gángster de la pel·lícula Sospitosos habituals de Bryan Singer.
El 2000 es va editar Bizitza Trist eta Ederra (que significa «Vida trista i bella»), un disc amb cançons més malenconioses del que era l'habitual en el grup.

## Membres
- Iñigo Muguruza - Baix i veu
- Jabier Muguruza - Acordió i cors
- Sergio Ordóñez - güiro i percussions i cors
- Asier Ituarte (des de 1998) - Trombó

## Discografia

### Àlbums
- Positive Bomb (Esan Ozenki, 1996)
- Karpe Diem (Esan Ozenki, 1997)
- Paradisu Zinema (Esan Ozenki, 1998)
- Bizitza Trist eta Ederra (Esan Ozenki, 2000)

### Participacions en recopilatoris
- «Positive bomb», a Independentzia 5 Urtez (Esan Ozenki, 1996).
- «Margarita», a L'asturianu muévese (Discos L'Aguañaz, 1997). Versió en asturià de «Margarita».
- «El», a Ikastola Berria Eraik Dezagun Zuberoan (Esan Ozenki, 1997).
- «Positive bomb», a Amodio eta gorrotozko kantak/Cançons d'amor i odi (1984-1998) (Esan Ozenki, 1998).
- «Chinatown», a Rockdelux 166 (Esan Ozenki, 1999).
- «Antoine nahasia», a Independentzia 10 Urtez (Esan Ozenki, 2001).